# Liste unbemannter Fluggeräte

## Alphabetische Auflistung nach Nation

### Argentinien
- Yarará

### Armenien
- Krunk UAV

### Australien
- AAI Aerosonde

### Brasilien
- Carcara UAV Santos Lab Comercio e Industria Aerospacial Ltda.

### Volksrepublik China
- ASN-206
- ChangKong-1
- ChangKong-2
- WuZhen-5
- WuZhen-9
- D-4 UAV (Xian NPU)
- WZ-2000

### Deutschland
- Aibotix GmbH, Hexakopter (UAV)[1]
- AirRobot AR 100-B (Mikado)
- AscTec Falcon 8, Oktokopter (UAV) für Luftbild- und Luftvideoaufnahmen[2]
- AscTec Firefly, Hexacopter für Forschung und Entwicklung UAV (Universitäten & Forschungslabore)[3]
- AscTec Hummingbird, Quadrokopter für Forschung und Entwicklung UAV (Universitäten & Forschungslabore)[4]
- AscTec Pelican, Quadrokopter für Forschung und Entwicklung UAV (Universitäten & Forschungslabore)[5]
- Canadair CL-289
- Carolo P50
- Cassidian Barracuda (in Entwicklung)
- Cassidian Talarion (in Entwicklung)
- Defikopter
- Dornier Aerodyne
- EuroHawk
- EMT Aladin
- EMT Fancopter
- EMT Luna
- EMT Museco (in Entwicklung)
- EMT X-13
- exabotix HD (ehemals helbing drones)[6]
- Helbing Drones Quadrocopter/Oktokopter Systeme
- md4-200 und md4-1000 (Microdrones)
- Rheinmetall KZO / BREVEL
- Rheinmetall Taifun
- Syrphus „Io“ (in Entwicklung)
- SIRIUS UAS (MAVinci)
- Universal UAV

### Frankreich
- Neuron (UCAV)
- Chacal 2
- Crecerelle
- Sperwer
- Sperwer-HK

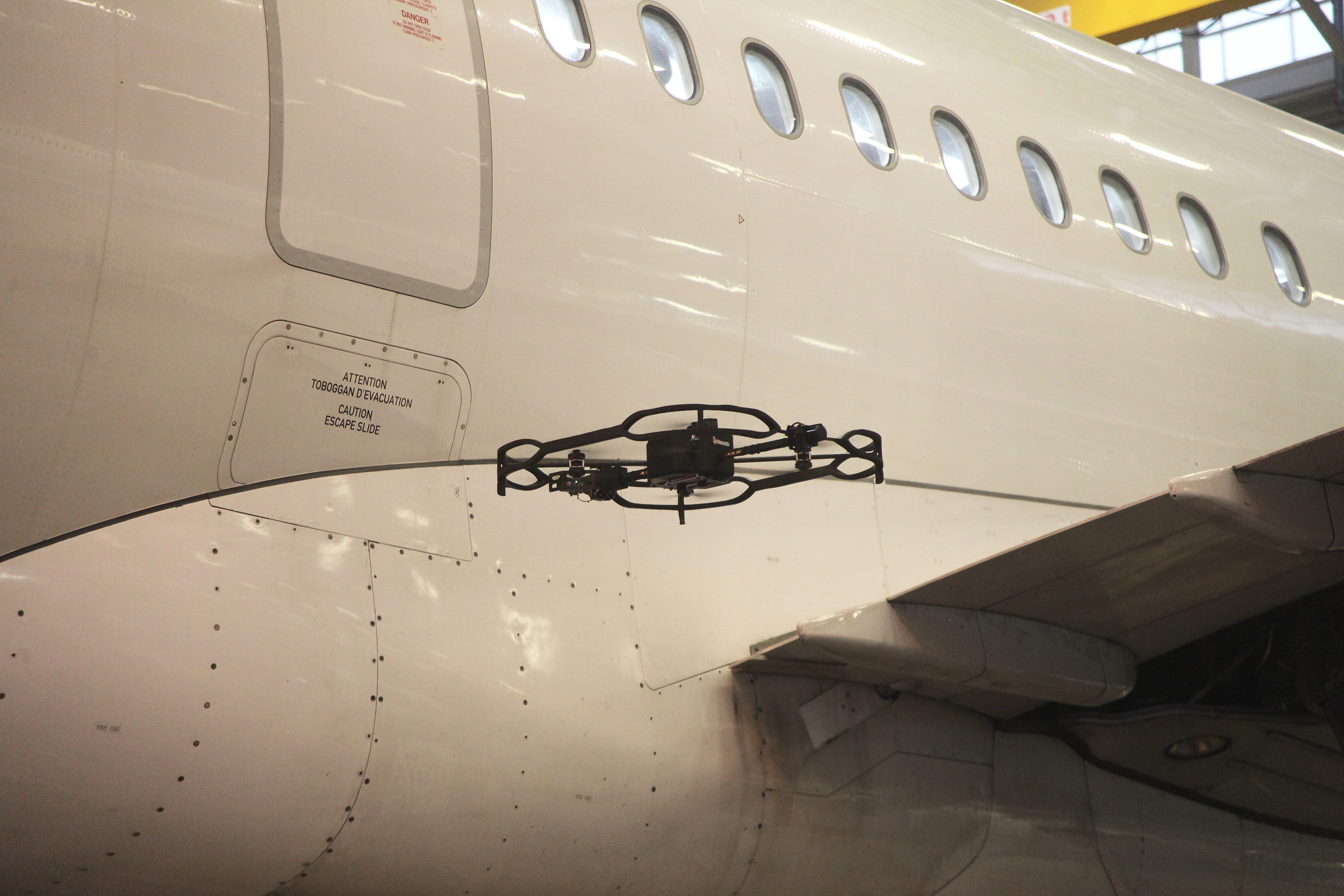
Eine Donecle-Drohne bei der automatisierten Inspektion eines Flugzeugs.

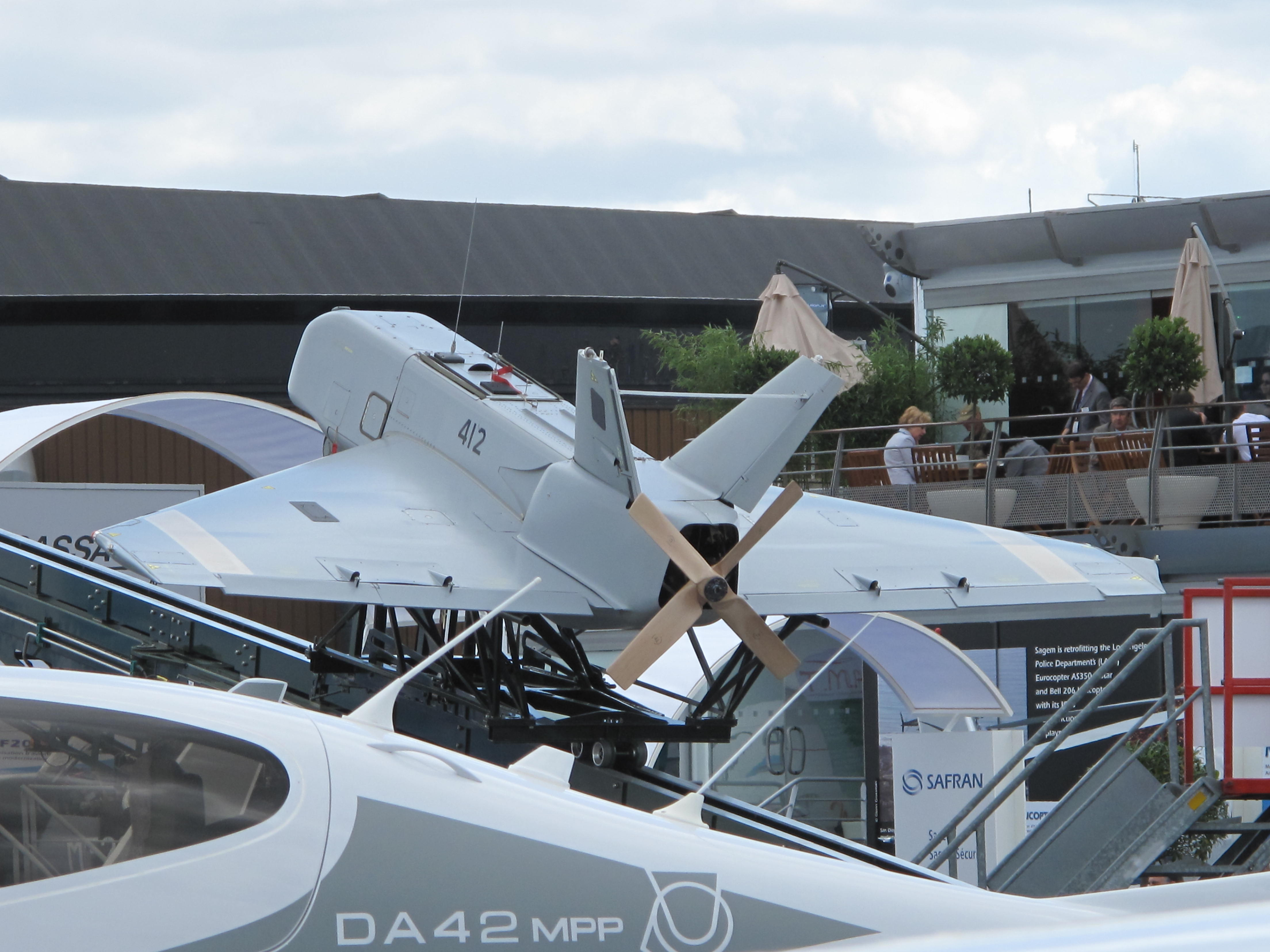
Sagem Sperwer

- Système Intérimaire de Drone MALE (EADS SIDM, zur Gefechtsfeldüberwachung)
- Tracker
- Cassidian Talarion (in Entwicklung)
- Donecle-Drohne (Flugzeuginspektion)[7]

### Griechenland
- HAI Pegasus

### Großbritannien
- Sprite
- Watchkeeper WK450
- BAE Mantis
- BAE HERTI
- BAE Taranis

### Indien
- ADA Nishant
- Lakshya
- Searcher Mk II
- HAL Heron
- Rustam
- Pawan
- Gagan
- Garuda

### Iran
- Ababil
- Karrar

### Israel
- Aerostar Tactical UAS
- Pioneer (gemeinsam mit USA)
- RQ-5 Hunter
- Helstar
- Heron
- IAI Heron TP
- Panther
- Scout
- Searcher
- Eye View
- Rafael Skylite
- Skylark
- Hermes 180
- Hermes 450
- Hermes 900
- Hermes 1500
- IAI Harop
- Urban Aeronautics AirMule
- EAS Vanguard

### Italien
- Falco
- Mirach 26
- Mirach 100
- Nibbio
- Strix

### Kanada
- Skylark
- Canadair CL-89
- CL-227 Sentinel
- Silver Fox
- SAGEM Sperwer

### Niederlande
- DelFly (MAV)

### Norwegen
- Prox Dynamics PD-100

### Österreich
- CINEcopter HD35
- Camcopter S-100
- Camcopter 5.1
- RiCOPTER
- BathyCopter

### Pakistan
- Hornet MK 5

### Polen
- FlyEye
- Tarkus

### Russland/Sowjetunion
- Jakowlew Ptschela
- Jakowlew Strekosa
- Kamow Ka-37
- Kamow Ka-137
- Lawotschkin La-17
- Tupolew Tu-123
- MBVK-137
- Komar
- Schmel-1
- Tupolew Tu-130
- Elf-D
- WR-2 Tu-141
- WR-3 Tu-143
- Tu-243
- Tu-300
- RSK MiG Skat (Kampfdrohne)
- Zala 421-08
- Zala 421-06
- Tipchak
- Dosor
- Eleron-10SV
- Eleron-3SV
- Orlan-10
- Zala KUB-BLA
- Garpija-A1

### Schweden
- Saab V-150 Skeldar

### Schweiz
- Ranger
- NEO S-300
- KOAX X-240
- Scout B1-100

### Serbien
- Mini UAV Gavran (Rabe)
- Medium UAV

### Spanien
- Cassidian Atlante
- Cassidian Barracuda
- FT Sistemas FT-100 Horus
- PRUAV-401 (Paroca Robotics)
- Pelícano
- SIVA
- Talarion (in Entwicklung)

### Südafrika
- ATE Vulture
- Kentron Seeker
- Seeker II
- Seraph

### Taiwan
- Kestrel II

### Tschechien
- Sojka III/TVM 3.12

### Türkei
- Bayraktar Mini UAV
- METU Güventürk (Mini-UAV)
- TAI UAV-X1
- TAI Anka A(unbewaffnete)/B(bewaffnete) Version
- Vestel Arı (Micro-UAV)
- Vestel Efe (Mini-UAV)
- Vestel Karayel
- Bayraktar TB2

### Ukraine
- ACE One (Stealth UCAV)
- Bober 2022/2022 in der Ukraine entwickelt, Canard-Flügel an der Nase, Propellerantrieb am Heck[8]
- Furia[9]
- Horlytsia
- Leleka-100[10]
- PD-1[11]
- PD-2[12]
- R18
- RAM UAV[13]
- Sokil-300
- UJ-22, 2021 vorgestellt, 800 km Reichweite, 20 kg Sprengstoff[14]

### USA
- AeroVironment Global Observer
- AeroVironment Switchblade
- Allied Aerospace Ind.ISTAR-29
- Boeing X-50 Dragonfly
- Bell Helicopter TR911D, TR916, TR918
- Boeing X-45
- Boeing Phantom Ray
- BQM-74 Chukar
- Intel Falcon 8 +[15]
- Intel Shooting Star[16]
- Lockheed Martin Desert Hawk
- Lockheed D-21B
- Lockheed Martin Cormorant
- MQ-17 SpyHawk
- Northrop Grumman X-47
- Northrop Grumman Bat 12
- Polecat P-175
- Phoenix Ghost
- QH-50 DASH
- R/MQ-1 Predator
- RQ-2 Pioneer
- RQ-3 DarkStar
- RQ-4 Global Hawk
- RQ-5 Hunter
- RQ-6 Outrider
- RQ-7 Shadow
- RQ-8 Fire Scout
- MQ-9 Reaper
- CQ-10 SnowGoose
- RQ-11 Raven
- RQ-14 Dragon Eye
- RQ-15 Neptune
- RQ-16 T-Hawk
- RQ-170 Sentinel
- RQ-180
- Sikorsky Cypher
- YMQ-18 Hummingbird